# Лемельсон, Эммануил
Эммануил Лемельсон (имя при рождении Грегори Маноли Лемельсон; род. 29 июня 1976) — американец, греческий православный священник, руководитель хедж-фонд, социальный комментатор и бывший бизнесмен.
Между 1999 и 2010, управлял сайтом.где продаются фото-аксессуары в Соединенных Штатах. Он прекратил заниматься фотоаксессуарами в 2010 году и сделал свой сайт сайтом социальных комментариев, где сделал замечания о секьюритизации ипотечных ценных бумаг.
В 2011 году он был рукоположен во священника греческой Православной Церкви и был назначен в албанскую Православную епархию в Америке. Он выступает за примирение между греческой Православной и католической церквей. В 2012 году он основал Фонд поддержки религиозных, благотворительных и образовательных проектов с особым упором на те, которые связаны с вселенским Патриархатом.
Лемельсон выступает за философию инвестиций, основанную на христианской этике, и в 2012 году он основал хедж-фонд.

## Ранняя жизнь и образование
Лемельсон в детстве Грегори Маноли Лемельсон в Финикс, Аризона, сын отца-еврея и матери-христианки. он учился в университете Сиэтла, где он получил степень бакалавра искусств в теологии и религиоведения в 1999 году, а затем греческий колледж Святого Креста греческой Православной богословской школы в городе Бруклайн, штат Массачусетс, где он получил степень магистра богословия в 2003 году.

## Бизнесмен
Лемельсон писал о начале своего бизнес-опыта, что он продавал конфеты на автобусе домой из школы в шестом классе. В 1994 году он запустил розничный бизнес фотографии, а в 1999 году основал сайт Amvona из его комнаты в общежитии колледжа в Греции. Компания, которая продавала аксессуары для фотографии, выросла быстро, генерировала около $40 млн дохода.
Между 1999 и 2010 Amvona продала более миллиона фото аксессуаров для 300 000 клиентов и была одним из десяти самых посещаемых онлайн платных розничных веб-сайтов. Компания также зарегистрировала несколько патентов, в том числе и проприетарного программного обеспечения для подключения своих клиентов через профили пользователей, отзывы о товарах, EXIF данные и онлайн отслеживания программного обеспечения. Аналогичная технология была использована другими сайтами для отслеживания деятельности пользователей.

## Греческий православный священник

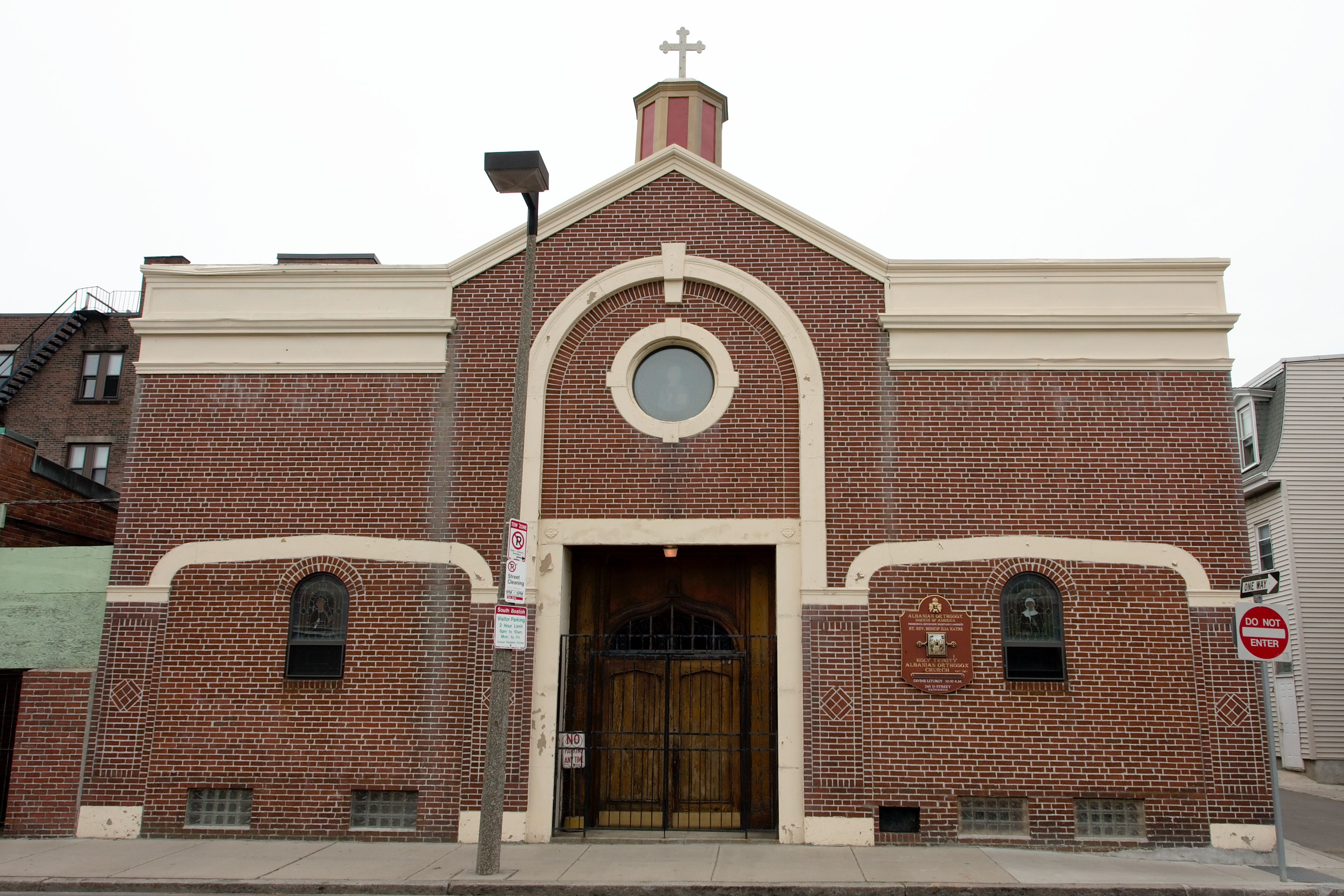
Свято-Троицкая Албанская Православная Церковь, Юг Бостона

Лемельсон был рукоположен в греческой Православной в диакона 23 июля 2011 года, на следующий день, в священника : он получил церковное имя Иммануил. Он был назначен в Албанскую православную епархию в Америке, в Свято-Троицкий албанский православный приход в Южном Бостоне, которым он был назначен в январе 2016. В июне 2013 года он был назначен в Швейцарскую митрополию, в юрисдикции Вселенского Патриархата.
В декабре 2012 года Лемельсон основал некоммерческий фонд, направленный на поддержку религиозных, благотворительных и образовательных проектов с особым акцентом на тех, кто связан со вселенским Патриархатом. С момента своего создания он служил в качестве ее президента.
В ноябре 2014 года Лемельсон был членом делегации Православной Церкви на встрече Вселенского Патриарх Варфоломея I и папы Франциска в Стамбуле. Он сказал, что католики и православные скоро будут снова вместе, и что дальнейший прогресс на пути к примирению был сделан в рамках встречи этих двух лидеров.
Поддержал Трампа.

## Социальный комментатор
В 2010 году, Лемельсон начал писать об инвестиционной тематике, в том числе анализ безопасности, христианские инвестиционной философии и этики. Его труды об ипотечных ценных бумагах широко цитировались.

## Личная жизнь
Лемельсон живет в Саутборо, Массачусетс и женился на Феодоре Anjeza Лемельсон, по состоянию на 2015 год у него четверо детей.